# Sigrid Elmblad
Sigrid Agneta Sofia Elmblad, född Pettersson 28 maj 1860 i Stockholm, död där 23 maj 1926, var en svensk författare, journalist och översättare med signaturen Toivo.

## Biografi
Elmblad var dotter till Abraham Raphael Ulric Pettersson (1824–1866) och Elma Edvina Rosalie (Rosa) af Heurlin. Fadern var arkitekt vid Överintendentsämbetet och tillhörde Karl XV:s intima umgängeskrets, farfadern var Abraham Zacharias Pettersson, som var sonson till Abraham Pettersson. Den musikaliska modern var dotter till finska titulära statsrådet Carl Edvard af Heurlin.
Sigrid Elmblad fick privatundervisning i hemmet och hon gifte sig 1888 med operasångaren Johannes Elmblad (1853–1910); makarna fick två barn. Hon var bosatt i Stockholm, men från 1888 vistades hon och mannen utomlands i flera år.
I början av 1880-talet började hennes dikter publiceras i olika litterära kalendrar och 1885 utkom diktsamlingen Vind för våg. Vid decenniets mitt började hon medarbeta i Dagens Nyheter och var även redaktionssekreterare i Svenska Familj-Journalen.
Hon var medlem i sällskapet Nya Idun från dess bildande och träffade där ledande personligheter inom kvinnorörelsen. Då hennes man var operasångare följde hon honom till olika platser i Europa, framför allt Bayreuth. Hon skildrade europeiskt musikliv i essäer i tidskrifterna Hertha och Ord och bild. Hennes intresse för Richard Wagner resulterade i att hon översatte hela operasviten Nibelungens ring samt operorna Mästersångarna i Nürnberg och Parsifal till svenska.
Kring sekelskiftet bodde makarna i Sverige men var 1903–1906 åter på resor. Maken insjuknade och dog 1910. Därefter ägnade sig Elmblad åt översättningar, skrev sagoböcker och medarbetade i flera olika tidningar och tidskrifter. År 1920 skrev hon en biografi över Jenny Lind. Sedan hon återvänt till Sverige blev hon åter aktiv i sällskapet Nya Idun och var dess sekreterare 1912–1918 och ordförande 1918–1921.
Hon skrev den svenska texten till Santa Lucia.

### Skönlitteratur
- Vind för våg: dikter och skisser. Stockholm: Svenska familj-journalen. 1885. Libris 1503638
- Mot sin lycka: berättelse. Iduns romanbibliotek ; 15. Stockholm: Idun. 1897. Libris 2289539
- Fru grefvinnan: berättelse. Iduns romanbibliotek ; 29. Stockholm: Idun. 1902. Libris 2289543
- Dröm och längtan: dikter. Uppsala: Almqvist & Wiksell. 1928. Libris 1329407

#### För barn och ungdom
- Ljusa skyar: sagor och berättelser. Stockholm: Sv. Familj-journ. 1886. Libris 1625502 - Med 32 illustrationer av Jenny Nyström.
- Sommarby och vinterskär. Stockholm: Skoglund. 1907. Libris 1612949 - Bilder av Lotten Rönquist.
- Vi små i en vrå: samlade sagor i urval. Stockholm: Svithiod. 1910. Libris 1612950
- Rosengull. 1912 : saga. Stockholm: Folkskolans barntidning. 1912. Libris 11904824 - Med illustrationer av Aina Stenberg-Masolle.

- Ormkungen och andra sagor. Barnbiblioteket Saga, 99-0448970-X ; 83. Stockholm: Svensk läraretidning. 1921. Libris 1469840
- En fågel sjöng: samlade sagor i original och bearbetning. Uppsala. 1922. Libris 1221108
- Jag-ska-bara-landet. Göteborg: Melin. 1925. Libris 1472000 - Teckningar av Saga Walli.

### Varia
- Emil Sjögren in memoriam. Stockholm: C.A.V. Lundholm. 1918. Libris 1658508 - Med bidrag av författaren.
- Jenny Lind: en livsstudie. Svenska kvinnor, 99-1307890-3 ; 1. Uppsala: Lindblad. 1920. Libris 1256113
- Hans Sachs.. Stockholm. 1914. Libris 2993091